# 서능정려비
서능정려비(徐稜旌閭碑)는 전라남도 장성군 북일면 박산리에 있는 정려비이다. 1988년 3월 16일 전라남도의 유형문화재 제162호로 지정되었다.

## 개요
정려비란 충신·효자·열녀 등의 언행과 정신을 기리기 위하여 나라에서 그들이 살던 마을의 입구에 세우는 것으로, 이 비는 고려 고종 때의 문신인 서능 선생의 효심을 기리고 있다.
선생은 스무살에 과거에 급제하여 벼슬길에 나아가 여러 관직을 거쳐 문하시중에까지 올랐다. 어려서부터 효성이 지극하였던 그는 문하시중으로 있을 때 어머니가 병이 들자 벼슬을 버리고 고향으로 돌아가 정성으로 간호하였다. 의원이 청개구리가 있어야 병이 나을 것이라고 하였으나 때가 한겨울이라 구할 길이 없어 고심하던 중에 난데없이 청개구리가 약탕기 안으로 뛰어들어 이를 약과 함께 짜서 드리니 어머니의 병이 나았다고 한다. 고종이 후에 이 사실을 듣고 표창을 하면서, 그의 효심을 기리는 비를 세우도록 하였다.
정려각 안에 놓여 있는 이 비는 사암 박순이 비문을 짓고, 옥봉 백광훈이 글씨를 써 놓았다.

## 참고 자료
- 서능정려비 - 국가유산청 국가유산포털